# Wiedemannia braueri
Wiedemannia braueri är en tvåvingeart som först beskrevs av Josef Mik 1880.  Wiedemannia braueri ingår i släktet Wiedemannia och familjen dansflugor. Inga underarter finns listade i Catalogue of Life.